# Inundaciones del sureste de México de 2020
Las inundaciones del sureste de México de 2020 fueron una serie de inundaciones que iniciaron en el mes de octubre de 2020 y que afectaron a la región Sureste de México, especialmente Chiapas, Tabasco, Veracruz y otros estados.
Al menos 28 personas murieron y más de 368,000 resultaron afectadas a partir del 14 de noviembre. De acuerdo a un recuento oficial, en Tabasco hubo ocho fallecidos y 302 498 afectados, en Chiapas veinte fallecidos y 54 976 damnificados, y en Veracruz 10 848 afectados.

## Antecedentes
Tabasco es un estado propenso a sufrir grandes inundaciones, ya que alrededor del 60% del territorio es llano y por lo tanto vulnerable al desbordamiento de los ríos cercanos. En el año 2007, el estado sufrió una serie de inundaciones que afectaron a alrededor de un millón de habitantes. El manejo del complejo hidroeléctrico Grijalva y las lluvias intensas durante 2020 en la región han contribuido a las inundaciones.
Previamente, en julio de 2020, la tormenta tropical Cristobal causó inundaciones en los estados de Campeche, Quintana Roo y Yucatán. Las inundaciones se han agudizado debido a la pandemia de COVID-19.

## Inundaciones
Las primeras grandes inundaciones ocurrieron en los estados de Campeche, Yucatán y Quintana Roo a principios de octubre, debido a tres ciclones consecutivos, la Tormenta Tropical Gamma y los huracanes Delta y Zeta.
Yucatán fue el estado más afectado, muchas viviendas fueron dañadas.
En Quintana Roo turistas tuvieron que ser evacuados de la Isla Holbox.
Comunidades enteras quedaron inundadas en Campeche.
Las inundaciones más severas se presentaron durante el mes de noviembre, afectando los estados de Tabasco, Chiapas y Veracruz, la interacción de la Tormenta Tropical Eta y los frentes fríos provocaron lluvias torrenciales, y estás a su vez el desbordamiento de diez ríos, entre ellos el Río Usumacinta y el Río Grijalva.
El gobernador tabasqueño Adán Augusto López acusó a la CFE que es encargada de realizar los desfogues de la Presa Peñitas.
Tabasco es el estado más afectado por las inundaciones, las personas han tenido que trasladarse en lanchas, se han observado actos de rapiña. 
En Tabasco se han reportado más de 150 mil personas damnificadas, 8 decesos y más de 12 mil afectados se encuentran en refugios temporales, confirmó el coordinador del Instituto de Protección Civil del Estado, Jorge Mier y Terán.
En Chiapas se han registrado 22 muertes por parte de Protección Civil.
Al sur del estado de Veracruz hay más de 10 mil damnificados.

## Respuesta
El presidente Andrés Manuel López Obrador ha activado el Plan DN-III.
Se han emitido declaratorias de emergencia.